# Jeruto Kiptum
Jeruto Kiptum, född 12 december 1981, är en kenyansk friidrottare (hinderlöpare).
Kiptum började som 800 meterslöpare och slutade 7:a i junior-VM 2000. Hennes första mästerskap som hinderlöpare var VM i Helsingfors 2005 då hon slutade som trea. Året efter vann hon de afrikanska mästerskapen på hinder.
Kiptums personliga rekord är 9.23,35 från en tävling 2006.